# 三星Galaxy S21
三星Galaxy S21（英語：Samsung Galaxy S21）是一款由三星電子設計、生產、銷售和製造的智能手機系列產品，屬該公司Galaxy S系列的一部份。該系列是Galaxy S20系列的繼任者，前三款於2021年1月14日三星Galaxy Unpacked活動中亮相，FE於2022年1月3日CES 2022活動中亮相。

## 歷史
網絡上有關該系列硬件配備的傳言早於2020年4至5月間出現，當時有傳言指2021年度的三星旗艦手機（即後來的Galaxy S21系列）將會配備1.5億像素的主鏡頭，亦有網民指出廠方正考慮在該產品中引入屏下鏡頭（under-screen camera）技術。
同年10月，網上已經有關於該系列產品的發佈會等資訊，亦流出多張渲染圖與實機圖。起初消息指三星會於同年12月舉行有關發佈會，但於其後卻改為2021年1月。
同年12月中，有傳媒報道指出，三星電子已確定於翌年1月舉行該系列的新品發佈會。
2021年1月初，三星電子於官方網站發佈影片，當中已經確定會於同月14日舉行發佈會，令外界猜測廠方屆時將會發佈該系列。而正值發佈會前夕，有傳媒報道指出該系列將會效仿iPhone 12般，不再隨機附送充電器和耳機。

## 系列介紹
三星 Galaxy S21 系列分為四款，價格最低的 Galaxy S21 最初擁有最小的屏幕。後來增加了預算最便宜的 Galaxy S21 FE，屏幕比 Galaxy S21 大，但比 Galaxy S21+ 小。与 Galaxy S20+ 相比，Galaxy S21+ 在规格方面与 Galaxy S21 相似，只是屏幕更大、电池容量更大，并且改用玻璃后盖。 Galaxy S21 Ultra 拥有更大的屏幕尺寸和电池容量，并比其他型号有所改进，包括更先进的相机组件（包括具有激光自动对焦技术的 108 兆像素主镜头）和更高的分辨率 1440p 屏幕。此外，S21 Ultra亦為Galaxy S系列首部支援S-pen的型號，但S-pen為獨立銷售，並非採用如同Note系列的內置機身設計，且其功能不如Note系列的S-pen多樣。
而在產品包裝方面，廠方亦效仿蘋果公司的做法，於全數四款型號的包裝盒內只提供退卡針等常用配件，而充電器、耳機等則需自行購買。

## 設計
Galaxy S21系列擁有與S20系列相近的設計，當中包括於螢幕上方中央開洞以容納前置自拍鏡頭的Infinity-O螢幕設計。S21及S21 FE的機背採用與S20 FE及Note 20相近的塑膠機背，而S21+及S21 Ultra則使用玻璃機背設計。除了FE为塑料材质，位于塑料后盖上外，后置镜头模组与机身结合，采用金属边框设计；而 S21 Ultra 在一些限量版颜色中使用了碳纤维纹理相机框架。
| Galaxy S21 | Galaxy S21 | Galaxy S21 | Galaxy S21+ | Galaxy S21+ | Galaxy S21+ | Galaxy S21 Ultra | Galaxy S21 Ultra | Galaxy S21 Ultra | Galaxy S21 FE | Galaxy S21 FE | Galaxy S21 FE |
| 顏色       | 名稱       | 線上限定   | 顏色        | 名稱        | 線上限定    | 顏色             | 名稱             | 線上限定         | 顏色          | 名稱          | 線上限定      |
|            | 幻影白     | 否         |             | 幻影銀      | 否          |                  | 幻影銀           | 否               |               | 幻影白        | 否            |
|            | 幻影灰     | 否         |             | 幻影黑      | 否          |                  | 幻影黑           | 否               |               | 石墨黑        | 否            |
|            | 幻影紫     | 否         |             | 幻影紫      | 否          |                  | 幻影鈦           | 是               |               | 薰衣紫        | 否            |
|            | 幻影粉紅   | 否         |             | 幻影金      | 是          |                  | 幻影藍           | 是               |               | 橄欖綠        | 否            |
|            |            |            |             | 幻影紅      | 是          |                  | 幻影啡           | 是               |               |               |               |

## 系統規格

### 採用芯片
S21系列包括四种不同硬件规格的型号，國際版本採用Exynos 2100芯片，而美國、中國、臺灣及南韓版本則採用高通驍龍888芯片。

### 螢幕
S21系列採用支援HDR10+及「Dynamic tone mapping」技術的「Dynamic AMOLED 2X」螢幕，當中S21, S21 FE, 及S21+分別搭載6.2、 6.4、 及6.7吋的1080p螢幕，而S21 Ultra則採用6.8吋的1440p螢幕。S21、 S21 FE、 及S21+的螢幕邊緣為平面設計，而S21 Ultra則為曲邊設計，其設計沿裝置兩側向側略斜。全數三款型號均採用可變刷新率的螢幕，當中S21、 S21 FE、 及S21+採用LTPS螢幕，而S21 Ultra則為三星自Note 20 Ultra起採用的LTPO螢幕。刷新率設定備有兩種選項，分別為60 Hz及「Adaptive」，而後者可因應螢幕顯示內容而自動調節刷新率。全數三款型號螢幕的最高刷新率為120 Hz，而最低刷新率則為60 Hz（S21、 S21 FE、 及S21+）或10 Hz（S21 Ultra）。S21 Ultra於QHD+解析度下支援120 Hz刷新率，而無須像S20系列用戶般需切換至FHD+解析度才能使用。除FE外的所有機型均配備第二代超聲波屏下指紋掃描器。 FE 配備了光學屏幕下 指紋掃描器。

### 容量
| 型號  | Galaxy S21 | Galaxy S21 | Galaxy S21+ | Galaxy S21+ | Galaxy S21 Ultra | Galaxy S21 Ultra | Galaxy S21 FE | Galaxy S21 FE |
| ----- | ---------- | ---------- | ----------- | ----------- | ---------------- | ---------------- | ------------- | ------------- |
|       | RAM        | ROM        | RAM         | ROM         | RAM              | ROM              | RAM           | ROM           |
| 版本1 | 8GB        | 128GB      | 8GB         | 128GB       | 12GB             | 128GB            | 6GB           | 128GB         |
| 版本2 | 8GB        | 256GB      | 8GB         | 256GB       | 12GB             | 256GB            | 8GB           | 128GB         |
| 版本3 | -          | -          | -           | -           | 16GB             | 512GB            | 8GB           | 256GB         |

S21及S21+設有8 GB随机存取存储器，並備有128 GB或256 GB兩種內部存儲選項；S21 FE設有6 GB或8 GB随机存取存储器，並備有128 GB或256 GB兩種內部存儲選項；而S21 Ultra則設有12 GB（128 GB及256 GB內部存儲）或16 GB（512 GB內部存儲）隨機存取記憶體選項。所有四个型号都不再具有 S20 系列中包含的 microSD 卡插槽。

### 電池
S21、S21 FE、 S21+、及S21 Ultra分別具備4000 mAh、4500 mAh、4800 mAh、及5000 mAh鋰離子聚合物電池，且不可拆卸。全數三款型號均支援透過USB-C進行高達25W的有線充電（利用USB PD技術）或高達15W的Qi無線充電。有關裝置亦支援利用自身電量為其他支援Qi無線充電技術的裝置進行高達4.5W的反向充電（廠方將相關技術命名為「無線電力共享」）。

### 連接性
全數三款型號均支援5G SA/NSA網絡，當中Galaxy S21、S21 FE、及S21+支援Wi-Fi 6及藍牙5.0，而Galaxy S21 Ultra則支援Wi-Fi 6E及藍牙5.2。S21+及S21 Ultra亦同時支援超寬頻（UWB）以用作類似近場通訊（NFC）的近距離通訊（不應與威訊通訊以「Ultra Wideband」作宣傳的5G毫米波混淆）。三星利用該技術以應用於旗下全新「SmartThings Find」功能及日後上市的三星Galaxy SmartTag+。

### 相機
| 型號     | 型號 | Galaxy S21及S21+                 | Galaxy S21 Ultra                  | Galaxy S21 FE                    |
| -------- | ---- | -------------------------------- | --------------------------------- | -------------------------------- |
| 廣角     | 規格 | 1200萬像素，f/1.8，26mm，1/1.76" | 1.08億像素，f/1.8，24mm，1/1.33"  | 1200萬像素，f/1.8，26mm，1/1.76" |
| 廣角     | 型號 | 三星 S5K2LD/索尼 IMX555          | 三星 S5KHM3                       | 三星 S5K2LD/索尼 IMX555          |
| 超廣角   | 規格 | 1200萬像素，f/2.2，13mm，1/2.55" | 1200萬像素，f/2.2，13mm，1/2.55"  | 1200萬像素，f/2.2，15mm，1/3.1"  |
| 超廣角   | 型號 | 三星 S5K2LA                      | 索尼 IMX563                       | 三星 S5K3L6                      |
| 遠攝     | 規格 | 6400萬像素，f/2.0，29mm，1/1.72" | 1000萬像素，f/2.4，70mm，1/3.24"  | 800萬像素，f/2.4，76mm，1/4.5"   |
| 遠攝     | 型號 | 三星 S5KGW2                      | 三星 S5K3J1                       | SK海力士 HI-847                  |
| 延伸遠攝 | 規格 | -                                | 1000萬像素，f/4.9，240mm，1/3.24" | -                                |
| 延伸遠攝 | 型號 | -                                | 三星 S5K3J1                       | -                                |
| 前置     | 規格 | 1000萬像素，f/2.2，26mm，1/3.24" | 4000萬像素，f/2.2，26mm，1/2.8"   | 3200萬像素，f/2.2，26mm，1/2.74" |
| 前置     | 型號 | 索尼 IMX374                      | 三星 S5KGH1                       | 索尼 IMX616                      |

S21及S21+具備類似於上代的相機設置，但受惠於軟件與影像處理的提升。兩款型號均配備1200萬像素廣角鏡頭、配備3倍混合光學變焦的6400萬像素遠攝鏡頭及1200萬像素超廣角鏡頭。S21 FE具備類似於上代的相機設置，但受惠於軟件與影像處理的提升。它附带1200萬像素廣角鏡頭、配備3倍混合光學變焦的800萬像素遠攝鏡頭及1200萬像素超廣角鏡頭。而S21 Ultra具備全新HM3 1.08億像素主鏡頭，該鏡頭相對於舊有HM1 1.08億像素鏡頭擁有多項優化，當中包括12-bit HDR。前置鏡頭方面，S21及S21+用上1000萬像素鏡頭，而S21 Ultra則為4000萬像素。S21及S21+的超廣角鏡頭，以及S21 Ultra的所有鏡頭均支援4K60錄影。
Galaxy S21系列可以錄製HDR10+影片及支援HEIF。

#### 支援影片制式
三星Galaxy S21系列支援下列影片制式：
- 8K@24fps（理論上於S21 Ultra可達30fps）[25]
- 4K@30/60fps
- 1080p@30/60/240fps
- 720p@960fps（於S21 Ultra上，480fps會被提升至960fps）[26][27]

### 軟件
所有四种型号均基于Android 11的One UI 3.1，並附設三星Knox以提升裝置安全性，目前可透過官方更新至Android 15的One UI 7.0，且可使用Galaxy AI之功能（但因處理器的限制，僅能使用搜尋圈功能）。

## 反應與評價
有傳媒在該系列正式上市前進行評測，發現採用高通驍龍888的S21+在性能上雖於單核心效能較上代驍龍865為佳，但在多核心甚至圖像處理效能卻不及驍龍865，甚至是Exynos 990。而利用《原神》測試遊戲性能時，發現裝置在最高畫質設定下電量消耗較高且出現機身發熱情況外，亦發現即使將畫質設定為「中」亦已經出現裝置負載「嚴重過高」的現象。縱使如此，有傳媒仍認為S21 Ultra的續航力不俗，即使不斷使用裝置進行不同活動達十餘小時仍可剩下逾半電量。
而在拍攝方面，雖然有傳媒認為該系列的拍攝質素不俗，但指出機側的實體鍵若用作拍照或會有所不便。